# 安特灵
安特灵是奥地利萨尔茨堡州萨尔茨堡城郊县的一个市镇。总面积25平方公里，总人口3258人，人口密度130.3人/平方公里（2005年）。